# Midtbanegeneralens pletskud
|  | Denne artikel er oprettet af botten PalnaBot ud fra en ekstern database. Den kan derfor have sproglige fejl eller mangler. Denne skabelon kan fjernes efter kontrol af indholdet. |

Midtbanegeneralens pletskud er en film instrueret af Simon Simonsen.

## Handling
En film, hvor noget af sportsjournalistens billedrige sprog 'oversættes' direkte, og der derved skabes en række grotesk-realistiske situationer.